# محمد یمین
محمد یمین (انگلیسی: Mohammed Yameen؛ زادهٔ ۱۹ سپتامبر ۱۹۹۴) بازیکن فوتبال است.
وی همچنین در تیم ملی فوتبال فلسطین بازی کرده‌است.